# Asociación de Fútbol de las Maldivas
La Federación de Fútbol de las Maldivas es el organismo rector del fútbol en Maldivas. Fue fundada en 1982 y desde 1986 es miembro de la FIFA y la Confederación Asiática de Fútbol. Organiza el campeonato de Liga y de Copa de Maldivas, así como los partidos de la selección nacional en sus distintas categorías.